# Flore fossile du district de Kızılcahamam

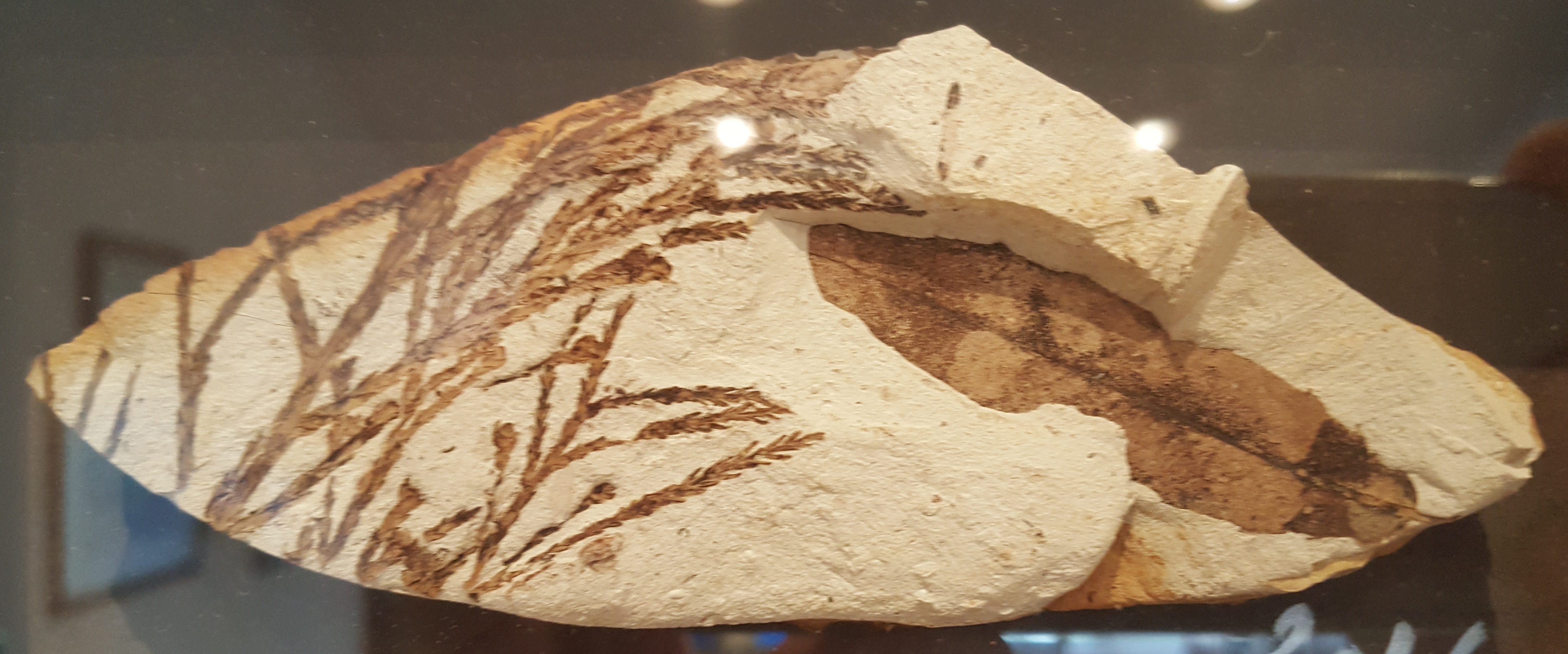
Feuilles fossilisées de Glyptostrobus europaeus (à gauche) et de Quercus drymeya (à droite) récoltées près de Belpınar, dans le district de Kızılcahamam

La flore fossile du district de Kızılcahamam provient d'au moins six gisements du Pliocène situés dans les villages de Güvem et Beşkonak, à 22 km au nord de Kızılcahamam, à 80 km au nord d'Ankara et à 125 km au sud de la côte de la mer Noire. Ces flores fossiles se situent entre 1 000 et 1 500 mètres d'altitude, s'étendant sur 15 km du nord au sud et 7 km de l'est à l'ouest. Il y a entre six et sept millions d'années il existait un lac d'eau douce dans une zone boisée d'arbres principalement à feuilles caduques larges, dominées par des séquoias et des chênes.
Le professeur de botanique turc Baki Kasaplıgil (1918-1992) de Çankırı, professeur au département de biologie du Mills College de 1956 à 1992, fait des voyages de ramassage de fossiles dans la région située entre Kızılcahamam et Çerkeş en 1964 et 1968. Lors du voyage de 1964, il ramasse des feuilles de fossiles de Glyptostrobus, Sequoia, Zelkova, Fagus, Carpinus, Ulmus, Quercus, Tilia et Acer. Lors du voyage de 1968, il recueille 400 parties de plantes telles que des feuilles, des graines, des fruits, des brindilles et des branches. Il recueille aussi 50 fossiles de squelettes de grenouilles et de poissons, de larves et d'insectes. En 1969, Wayne Fry de l'université de Berkeley crée des collections de plantes fossiles à Güvem. Daniel Isaac Axelrod participe également à la recherche sur cette flore.

## Espèces végétales fossiles

### Pteridophyta
- Salviniaceae
  - Salvinia sp.
- Pteridaceae
  - Cryptogramma aff. crispo

### Gymnospermes
- †Glyptostrobus europaeus
- Pinus canariensis
- Pinus morrisonicola
- †Sequoia langsdorfi
- Tsuga sp.
- Ephedra sp.

### Angiospermes,Dicotylédones
- Cercidiphyllaceae
  - †Cercidiphyllum crenatum
- Magnoliaceae
  - Magnolia sprengeri
- Menispermaceae
  - Menispermum sp.
- Lauraceae
  - Persea indica
- Platanaceae
  - Platanus sp.
- Juglandaceae
  - †Platycarya miocenica
  - Pterocarya fraxinifolia
- Salicaceae
  - Salix sp.
  - Populus tremula
- Myricaceae
  - Comptonia sp.
  - Myrica banksiaefolia
- Fagaceae
- Castanea sp.
  - Castanopsis sp.
  - Fagus sp.
  - †Quercus drymeja
  - †Quercus heidingeri
  - †Quercus kubinyi
  - †Quercus aff. lonchitis
  - Quercus petroela aff.
  - Quercus sclerophyllina
  - Quercus semecarpifolia
  - †Quercus seyfriedii (very similar to Quercus phellos from eastern and central United States)
  - †Quercus sosnoisky
  - Quercus hartwissiana
  - Quercus trojana;aff.
- Betulaceae
  - Alnus sp.
  - Betula luminifera aff.
  - Carpinus miocenica
- Sapindaceae
  - †Acer angustilobum
  - †Acer tribolatum
- Anacardiaceae
  - Astronium sp.
- Ebenaceae
  - Diospyros aff. miokaki
- Aquifoliaceae
  - Ilex gracilis
- Rosaceae
  - Sorbus aucuparia aff.
- Fabaceae
  - Cercis sp.
  - †Sophora sp.
- Malvaceae
  - Tilia platyphyllos aff,
- Ulmaceae
  - Ulmus sp.
  - †Zelkova ungeri
- Berberidaceae
  - Berberis chinensis aff.
- Moraceae
  - Ficus sp.
- Altingiaceae
  - †Liquidambar europaeum
- Simaroubaceae
  - Ailanthus altissima aff.

### Angiospermes,Monocotylédones
- Smilacaceae
  - Smilax aspera
- Potamogetonaceae
  - Potamogeton sp.
- Hydrocharitaceae
  - Egeria densa aff.
  - Najas sp.
- Typhaceae
  - Typha sp.